# Catedral de Milán
La catedral de Milán (en italiano, Duomo di Milano) es una catedral gótica emplazada en la ciudad homónima. Es la sede episcopal de la archidiócesis de Milán. Es una de las iglesias de culto católico más grandes del mundo, tiene 157 metros de largo pudiendo albergar hasta 40 000 personas en su interior. Las ventanas del coro tienen la reputación de ser las mayores que se conocen.

## Historia
La Basílica de San Ambrosio fue construida en este sitio a comienzos del siglo V, siéndole agregada en 836 otra basílica próxima. Cuando un incendio en 1075 dañó ambos edificios, éstos fueron reemplazados por el Duomo. El plano de la ciudad de Milán, con sus calles que salen en forma de radio del Duomo o circundándolo, revela que este ya constituía en la Antigüedad el centro de la ciudad, denominada Mediolanum por los romanos. 
La construcción fue iniciada en 1386 y terminada a principios del siglo XIX, con algunos detalles concluidos en 1965. 

### El comienzo de la construcción

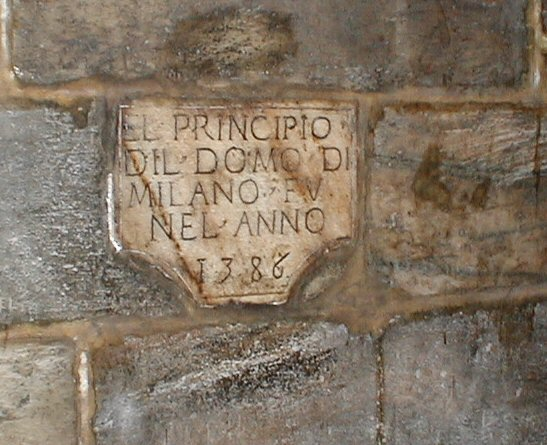
Placa conmemorativa de la colocación de la primera piedra en 1386.

En 1386 el arzobispo Antonio da Saluzzo comenzó el nuevo proyecto en estilo gótico radiante; hay en el edificio muchos aspectos insólitos en Italia, que pertenecen a la tradición arquitectónica gótica de Francia, como son las dobles naves laterales. El inicio de la construcción, que coincidió con el acceso al poder en Milán de Gian Galeazzo Visconti (r. 1385-1402), primo del obispo, fue entendido como una forma de recompensar a la nobleza y a las clases trabajadoras que habían sido duramente reprimidas por su tiránico predecesor Bernabé Visconti (r. 1378-1385, en solitario). La construcción de la catedral también estuvo dictada por opciones políticas muy específicas: con el nuevo sitio de construcción, la población de Milán pretendía enfatizar la centralidad de Milán a los ojos de Gian Galeazzo, una prominencia cuestionada por la elección del nuevo señor para residir y mantener su corte, como su padre Galeazzo II (r. 1349-1378), en Pavía y no en Milán.
Antes de iniciarse los trabajos de construcción, se demolieron los palacios del arzobispo, del ordinari y el Baptisterio de San Esteban, mientras que la antigua iglesia de Santa Maria Maggiore fue usada como cantera de piedra.
El entusiasmo por el nuevo e inmenso edificio pronto se extendió entre la población, y el astuto Gian Galeazzo, junto con su primo, el arzobispo, supieron recabar grandes donaciones para el progreso del trabajo. El programa de construcción fue regulado estrictamente por la Fabbrica del Duomo, institución conformada por trescientos empleados liderados por el arquitecto jefe Simone da Orsenigo. Galeazzo otorgó a la Fabbrica el uso exclusivo del mármol de la cantera de Candoglia y la eximió de impuestos.
En 1389 se designó como arquitecto jefe al francés Nicolas de Bonaventure, que dio a la catedral su fuerte impronta gótica. Diez años más tarde, otro francés, Jean Mignot, fue llamado desde París para evaluar y mejorar el trabajo realizado, ya que los constructores necesitaban ayuda técnica para levantar las piedras hasta una altura sin precedentes. Mignot declaró todo el trabajo realizado hasta entonces como en pericolo di ruina ('peligro de ruina') y hecho sine scienzia ('sin saber'). En los siguientes años se comprobó que los pronósticos de Mignot fueron erróneos, pero de cualquier manera estimularon a los arquitectos de Galeazzo a mejorar sus instrumentos y técnicas. 
Sin embargo, las relaciones entre Gian Galeazzo y la alta dirección de la fábrica (elegida por los ciudadanos de Milán) fueron a menudo tensas: el señor (que en 1395 se había convertido en duque de Milán) pretendía transformar la catedral en el mausoleo dinástico de los Visconti, insertando la parte central del monumento funerario de la catedral de su padre Galeazzo II y esto encontró una fuerte oposición tanto de la fábrica como de los milaneses, que querían subrayar su autonomía. Surgió un enfrentamiento que obligó a Gian Galeazzo a decidir sobre la fundación de un nuevo sitio de construcción destinado exclusivamente a la dinastía Visconti: la Cartuja de Pavia.

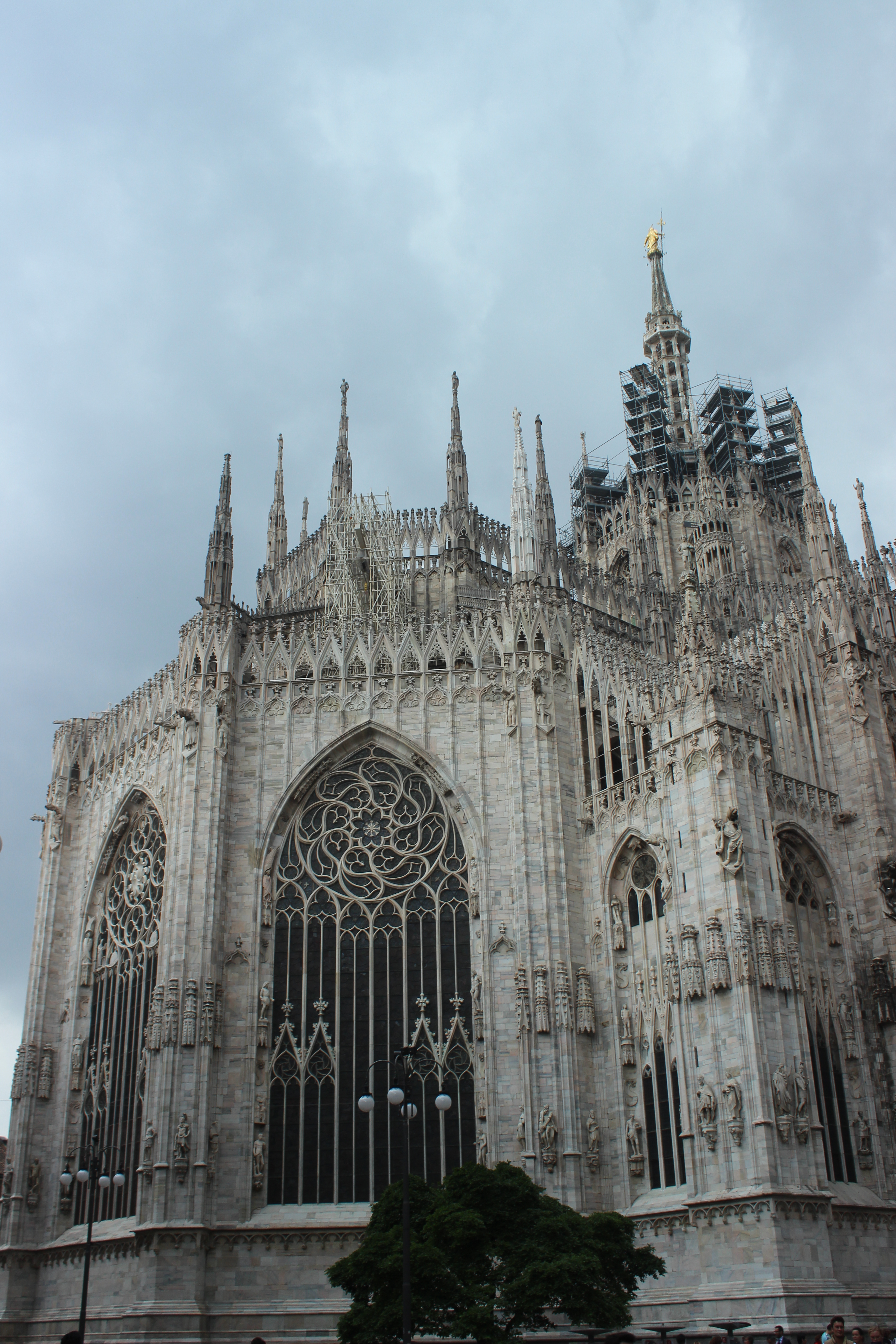
El ábside catedralicio, rasgado por grandes ventanales góticos.

Los trabajos continuaron rápidamente y a la muerte de Gian Galeazzo en 1402 se había completado casi la mitad de la catedral. Sin embargo, la construcción quedó estancada hasta 1480 debido a la falta de dinero e ideas: los trabajos más notables de ese período fueron las tumbas de Marco Carelli y el papa Martín V (1424) y las ventanas del ábside (hacia 1470). De las últimas, aún permanecen las que representan a San Juan Evangelista, obra de Cristoforo de' Mottis, y las de San Eligio y San Juan Damasceno, ambas de Niccolò da Varallo. En 1452, bajo el gobierno de Francesco Sforza, se completaron la nave y los pasillos hasta el sexto tramo.
Uno de los hechos más destacados de la historia de la catedral se dio a finales de la década de 1480, con la estancia de Leonardo da Vinci en Milán al servicio del duque Ludovico Sforza. El gran maestro del Renacimiento participó en las reuniones y disputas acerca del avance de los trabajos, y proyectó varias soluciones para el cimborrio, que finalmente no fueron llevadas a cabo. Se conservan varios dibujos de su mano que muestran parte de sus propuestas, como la solución de doble casco para el cimborrio, que equilibraría fuerzas en la delicada estructura del edificio. Leonardo abandonó Milán en 1499.
Entre 1500 y 1510, bajo Ludovico Sforza, fue completada la cúpula octogonal y se decoró su interior con cuatro series de quince estatuas cada una, que representan a santos, profetas, sibilas y otros personajes del Antiguo Testamento. El exterior permaneció en su mayoría sin decoración, excepto por el Guglietto dell’Amadeo, cimborrio con una alta aguja que corona el transepto, construido de 1507 a 1510 por Giovanni Antonio Amadeo. Es una obra maestra renacentista que sin embargo armoniza bien con el aspecto gótico general del templo.
En 1562 se colocaron el San Bartolomé de Marco d’Agrate y el famoso candelabro Trivulzio (s. XII).

### El mandato del obispo San Carlos Borromeo

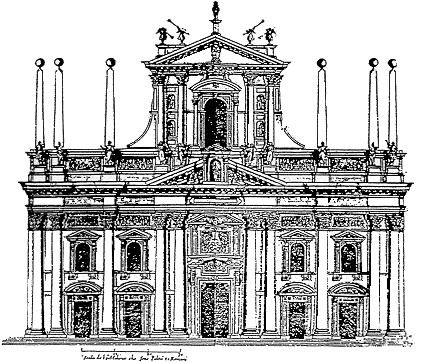
Proyecto de fachada de Pellegrino Tibaldi en el.

El ascenso de Carlo Borromeo a la diócesis milanesa y el nuevo espíritu postridentino significó la retirada de todos los monumentos laicos del templo, entre otros las tumbas de Giovanni, Barnabò y Filippo Maria Visconti, de Francesco Sforza y de su esposa Bianca, de Galeazzo Maria Sforza y Ludovico. Sin embargo, la principal intervención de Borromeo fue la designación, en 1571, de Pellegrino Tibaldi como arquitecto jefe de las obras (una maniobra discutida que requirió de la revisión de los estatutos de la Fabbrica).
Borromeo y Pellegrini se esforzaron por alcanzar un nuevo aspecto renacentista para la catedral, que acentuaría su naturaleza italiana en menoscabo del estilo gótico, considerado extranjero y pasado de moda en aquella época. Puesto que la fachada principal permanecía en su mayor parte incompleta, Pellegrini ideó una de estilo romano en dos órdenes: el inferior marcado por gigantescas columnas corintias que soportan el entablamento, correspondiente a las naves laterales, y un orden superior correspondiente a la nave central flanqueada por obeliscos monumentales. Del proyecto sólo se construyeron los cinco portales inferiores y las ventanas sobre los cuatro portales laterales, además no bajo la supervisión de Tibaldi, sino de su principal alumno Francesco Maria Richini.
La decoración del interior también continuó: en 1575–1585 el presbiterio fue reconstruido mientras que se añadían nuevos altares y el baptisterio a la nave. Un coro de madera fue construido para el altar principal por Francesco Brambilla, un trabajo terminado en 1614.
En 1577, Borromeo consagró finalmente el edificio completo como un templo nuevo, distinto a los de Santa Maria Maggiore y Santa Tecla (que habían sido unificados en 1549 después de agrias disputas).

### SiglosXVIIyXVIII

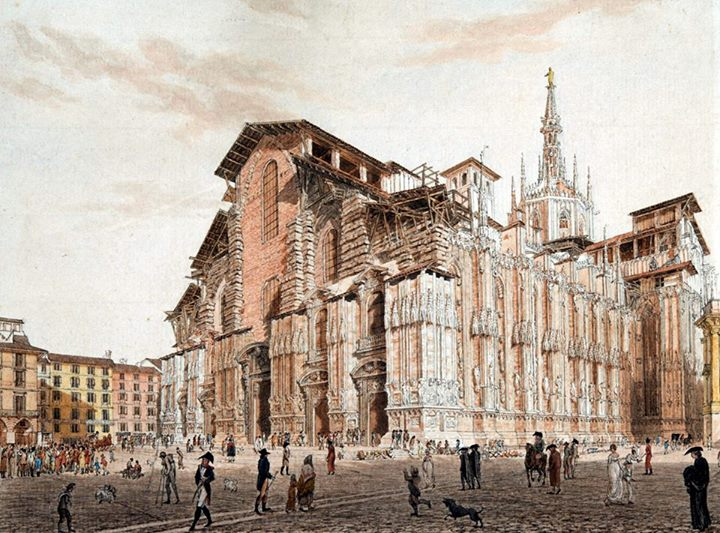
La catedral en la segunda mitad del.

A comienzos del siglo XVII, el obispo Federico Borromeo, primo de Carlos, contaba con las bases de la nueva fachada realizadas por Francesco Maria Richini y Fabio Mangone. Los trabajos continuaron hasta 1638 con la construcción de los cinco portales y las dos ventanas centrales. Sin embargo, en 1649, el nuevo arquitecto jefe introdujo una innovación notable: la fachada regresó al estilo gótico original, incluyendo los detalles ya acabados de las grandes pilastras góticas y los dos enormes campanarios. Se realizaron otros diseños, entre otros, por Filippo Juvarra (1733) y Luigi Vanvitelli (1745) pero ninguno de ellos se llegó a aplicar. En 1682 se demolió la fachada de Santa Maria Maggiore y se terminó de cubrir la azotea de la catedral.
En 1762 se levantó la aguja Madonnina, de una altura de 108,5 m, que ahora es uno de los rasgos principales de la catedral. Fue diseñada por Francesco Croce y luce en la cima una famosa estatua dorada que representa a la Virgen María.

### Finalización de la obra

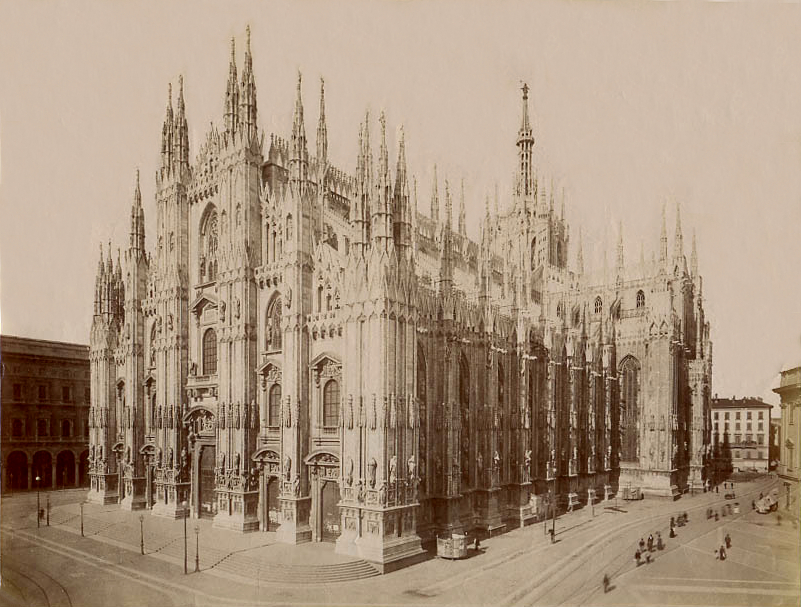
La catedral en el.

El 20 de mayo de 1805 Napoleón Bonaparte, a punto de ser coronado rey de Italia, ordenó que la fachada fuera terminada por Carlo Pellicani. En su entusiasmo, aseguró que todos los gastos recaerían sobre el tesoro francés, que reembolsaría a la Fabbrica por todos los inmuebles que ésta tuviera que vender. Aunque jamás se pagó este reembolso, ello ayudó a que finalmente, en solo siete años, la catedral tuviera su fachada terminada por el nuevo arquitecto, Carlo Pellicani hijo. En gratitud, se colocó una estatua de Napoleón en la cima de uno de los pináculos.
En los siguientes años se construyeron la mayoría de los arcos y chapiteles. Se terminaron las estatuas de la pared sur, mientras que entre 1829 y 1858 unas nuevas vidrieras reemplazaron las preexistentes con resultados menos expresivos. Los detalles finales de la catedral fueron terminados ya en el siglo XX: la última puerta fue inaugurada el 6 de enero de 1965. Esta fecha es considerada como el término del proceso que ha durado muchas generaciones, aunque todavía quedan algunos bloques sin esculpir esperando ser convertidos en estatuas.
Los trabajos de renovación que cubrían la fachada principal de la catedral terminaron en diciembre de 2008. Además, uno de los principales arquitectos que llevó a cabo estos trabajos, era descendiente directo del importante escultor y arquitecto Carlo Pellicani, que, junto a su hijo, fueron los principales finalizadores de la obra de la catedral.

## Arquitectura y arte

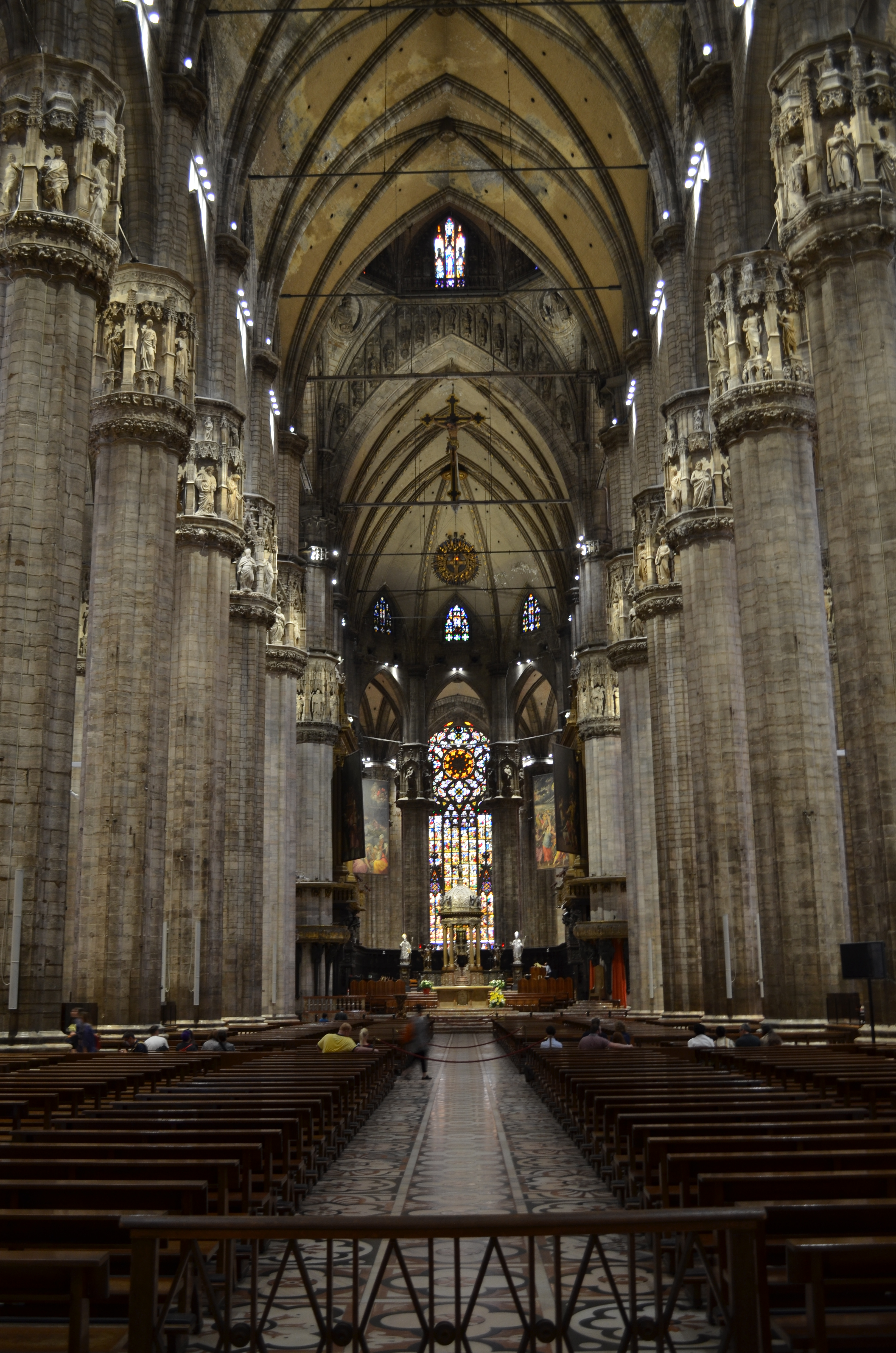
Interior.

La catedral de Milán es un templo de grandes dimensiones, de cinco naves, una central y cuatro naves laterales, con al menos cuarenta pilares, atravesada por un transepto seguido por el coro y el ábside. La nave central tiene una altura de 45 metros, sólo superada en un edificio similar por la incompleta nave central de la catedral de Beauvais, con una altura de 48 metros. Las naves son escalonadas siguiéndose en altura con poca diferencia, lo cual explica una tendencia hacia el espacio-salón. El interior es sombrío dado por sus ventanales pequeños, salvo por el deambulatorio. El gótico en los países latinos, achica los huecos y aumenta los macizos. Los pilares están interrumpidos en el arranque de las bóvedas por una decoración de capiteles esculpidos. El exterior está profusamente decorado, recubierto en mármol, con ventanales de tracería flamígera que no arraigó en Italia.
Por otro lado, analizando la planta arquitectónica podemos observar que responde más a los modelos franceses y alemanes con tramos oblongos. Una planta típica italiana evidenciaría tramos casi cuadrados con distancia entre pilares.
Destacan en el interior los grandes pilares fasciculados, de grandes dimensiones y extraña forma, pues se rematan en una especie de dosel esculpido que alberga estatuas. Los arcos ojivales de separación entre las naves se refuerzan mediante tirantes metálicos. Las bóvedas, de crucería sencilla, están decoradas en algunos tramos por complicados motivos de tracería.
Al exterior, los tejados permiten una observación cercana de algunas esculturas de gran calidad. Es muy destacado el bosque de pináculos, chapiteles y cresterías que se puede observar desde los mismos. El punto más alto del templo es la Madonnina, obra en cobre dorado, de Carlo Pellicani, inaugurada en 1774.

### Principales monumentos

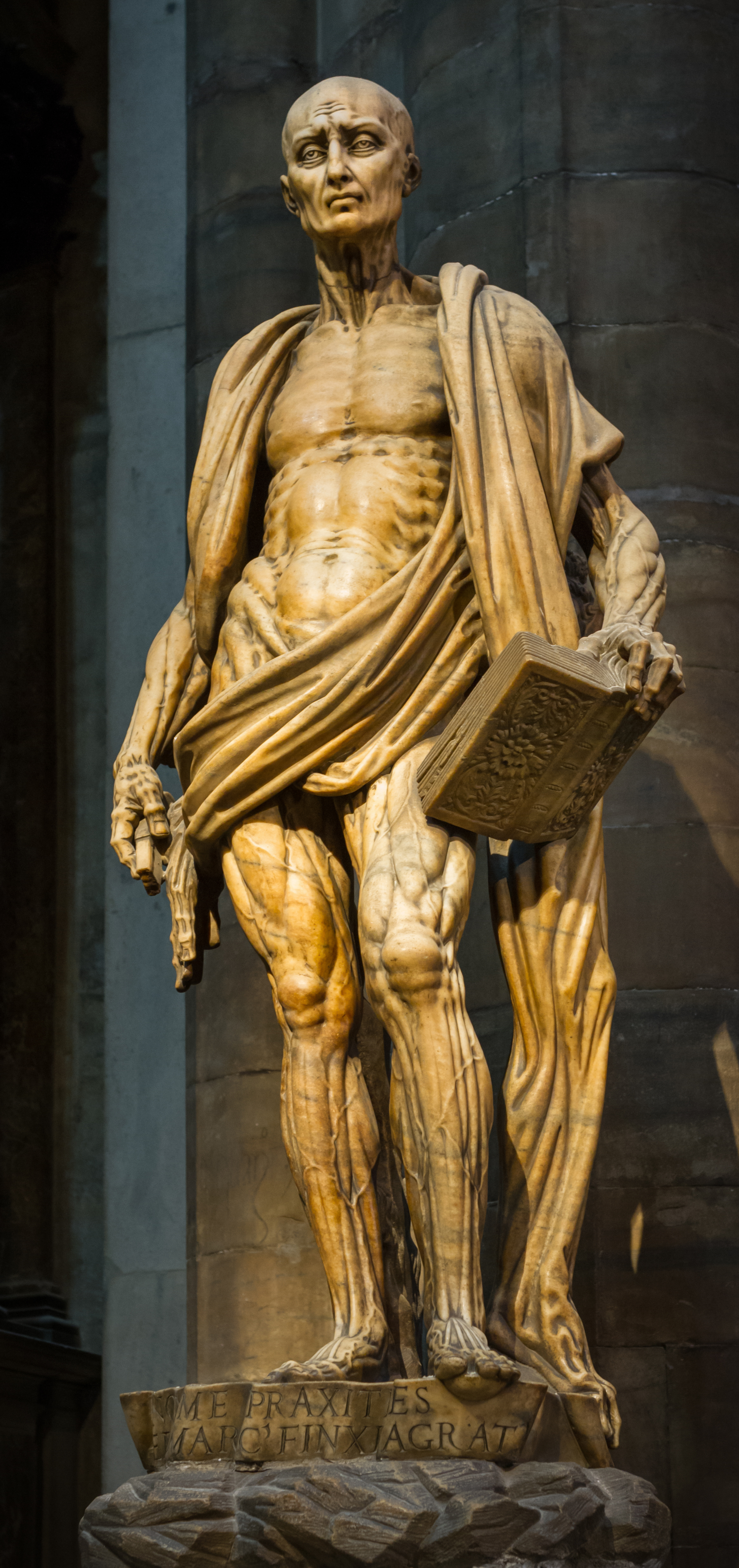
Estatua de San Bartolomé, por Marco de Agrate.

En el interior del templo pueden admirarse gran número de altares, estatuas, pinturas y retablos, así como un elevado número de monumentos funerarios, como:
- Sarcófagos de los arzobispos Ottone y Giovanni Visconti, construidos en el siglo XIV.
- Sarcófago de Marco Carelli, que donó una importante suma para la construcción de la catedral.
- Monumento a Gian Giacomo Medici di Marignano, llamado «Meneghino», obra maestra del escultor renacentista Leone Leoni, con figuras en bronce de pátina oscura y relieves y columnas en mármoles de diversos colores, en la parte derecha del transepto.
- La estatua de San Bartolomé de Marco da Agrate (1562), la más renombrada obra de arte de la catedral. Representa al Apóstol, que fue desollado vivo, sin piel, la cual le cuelga de los hombros y cae por delante como si fuera un manto. En la base se lee la inscripción: "NON ME PRAXITELES SED MARCO FINXIT AGRAT." (No me hizo Praxíteles, sino Marco da Agrate).
- El presbiterio es una tardía obra maestra del Renacimiento, compuesta por el coro, dos púlpitos con grandes telamones realizados en cobre y bronce y dos grandes órganos. Alrededor del coro se encuentran las puertas de las dos sacristías, algunos frescos y una estatua papa Martín V, del siglo XV, obra de Jacopino da Tradate.
- Candelabro Trivulzio, en el transepto, formado por dos piezas, la base (atribuida a Nicolás de Verdún, del siglo XII), caracterizada por un fantástico conjunto de vides, vegetales y animales imaginarios; y los brazos, de mediados del siglo XVI.
- Monumento sepulcral del cardenal Marino Caracciolo, en el deambulatorio, obra de Agostino Busti, Il Bambaia, destacado escultor renacentista; del mismo autor es el retablo del transepto derecho, que muestra un relieve de La Presentación de María (1543) y otras figuras de santos.
- El órgano de tubos de 5 manuales y 225 rangos, construido conjuntamente por las empresas constructoras de órganos italianas Tamburini y Mascioni bajo el mando de Mussolini, es actualmente el órgano más grande de toda Italia y uno de los más grandes de Europa.